# Eline Jansen
Eline Jansen (Deventer, 8 maart 2002) is een Nederlands langebaanschaatsster, marathonschaatsster en wielrenster. Anno 2024 rijdt ze bij de wielerploeg VolkerWessels.

## Carrière
Met ingang van seizoen 2020/2021 maakte zij deel uit van TalentNED onder leiding van Robin Derks en Rutger Tijssen. Na haar laatste juniorenseizoen stapte ze over naar Team FrySk onder leiding van Siep Hoekstra. Eline combineert het marathonschaatsen en langebaanschaatsen (3km, 5km en mass start) bij Team Van Ramshorst. Ze fietste haar wedstrijden in 2023 voor Wielervereniging Schijndel en vanaf 2024 voor de UCI-ploeg VolkerWessels.
In 2019 reed Jansen op de Wereldbekerkwalificatietoernooi schaatsen 2019/2020 mee bij het onderdeel massstart. In 2020 nam Jansen deel aan het NK Allround 2020. In 2021/2022 reed ze op het NK Afstanden & Mass Start de 3000 meter en massastart. Op het NK Afstanden begin 2023 verraste ze met de 7e plaats op de 5000 meter, 12e plaats op de 3000 meter en de 12e plaats op de massstart. In de massstart-competitie eindigde ze als 2e achter Esther Kiel. Twee vierde plaatsen zijn haar hoogste klasseringen in de Marathon Cup. Ook reed ze de Alternatieve Elfstedentocht in de kopgroep uit.

## Persoonlijke records[2]
| Afstand    | Tijd    | Datum             | Baan       |
| ---------- | ------- | ----------------- | ---------- |
| 500 meter  | 42,77   | 16 november 2019  | Inzell     |
| 1000 meter | 1.23,13 | 2 februari 2020   | Enschede   |
| 1500 meter | 2.03,77 | 21 december 2019  | Heerenveen |
| 3000 meter | 4.12,60 | 30 september 2023 | Heerenveen |
| 5000 meter | 7.11,99 | 4 februari 2023   | Heerenveen |

## Resultaten
| Jaar | NK Afstanden                      | NK Allround |
| ---- | --------------------------------- | ----------- |
| 2020 | 8e massastart                     | NC18        |
| 2022 | 19e 3000m 12e massastart          | NC14        |
| 2023 | 12e 3000m 7e 5000m 12e massastart |             |

## Wegwielrennen

### Overwinningen
2024
Jongerenklassement Ronde van Groot-Brittannië
6e etappe Tour de l'Ardèche
2025
La Classique Morbihan

### Resultaten in voornaamste wedstrijden
| Jaar | Ronde van Italië | Ronde van Frankrijk | Ronde van Spanje |
| ---- | ---------------- | ------------------- | ---------------- |
| 2024 |                  |                     | 27e              |
| 2025 |                  | 44e                 |                  |

| Jaar | Milaan-San Remo | Gent-Wevelgem | Ronde van Vlaanderen | Amstel Gold Race | Luik-Bast.‑Luik | Waalse Pijl |
| ---- | --------------- | ------------- | -------------------- | ---------------- | --------------- | ----------- |
| 2024 |                 |               | 51e                  | 28e              | 46e             | 28e         |
| 2025 | 31e             | 16e           |                      | 17e              | opgave          |             |

### Resultaten in overige rondes
| Jaar | Wielerweek van Valencia |
| ---- | ----------------------- |
| 2024 | 26e                     |

### Ploegen
- 2024 –  VolkerWessels
- 2025 –  VolkerWessels

Beuling · Van Bokhoven · Demey · Dijkstra · Van Helvoirt · Jansen · Knijnenburg · Meert · Molenaar · Poland · A. van Rooijen · S. van Rooijen · Schoens · Souren · Stultiens · Vanhove · Vanpachtenbeke · Wisse (stagiair)
Beuling · Boogaard · Demey · Dijkstra · van Helvoirt · Jansen · Knijnenburg · Meert · Molenaar · Poland · Rijnbeek · van Rooijen · Schoens · Souren · Stultiens · Uneken · Vanpachtenbeke · Vollering · Wisse